# در میان فرشته‌ها
در میان فرشته‌ها فیلمی به کارگردانی  و نویسندگی مهدی بشارتیان ساختهٔ سال ۱۳۴۳ است.

## بازیگران
- سونا